# Terfenol-D
El Terfenol-D és un aliatge de ferro, Fe, terbi, Tb, i disprosi, Dy, de fórmula TbxDy1-xFe₂, on x és aproximadament 0,3. És un material magnetoestrictiu que fou desenvolupat en la dècada de 1970 per la Naval Ordnance Laboratory (NOL) dels Estats Units d'Amèrica, però, la tecnologia per produir eficientment aquest material no fou desenvolupada sinó fins a la dècada de 1980 pels laboratoris Ames, en un programa de recerca fundat per l'armada nord-americana.
El nom Terfenol-D prové dels metalls que el componen i del laboratori que el desenvolupà, és a dir, pel terbi, el ferro, la terminació nol pel laboratori NOL i la lletra D ve del tercer element que forma part del material, el disprosi.
Aquest aliatge presenta la major magnetoestricció de tots els materials fins ara desenvolupats, fins a un 0,002 m/m (unes 2000 parts per milió) en la saturació, s'expandeix i contrau en ser exposat a un camp magnètic. La seva aplicació inicial fou en sistemes de sonar i actualment s'utilitza en sensors magnetomecànics, actuadors i en transductor acústics i ultrasons. També s'ha considerat utilitzar en injectors de combustible per  motors dièsel, a causa de les altes tensions que es poden produir.